# Ponta Batorampon
Ponta Batorampon é o ponto mais ocidental da ilha de Mindanao, no sul das Filipinas. Fica no extremo da península de Zamboanga. Tem este nome desde meados do século XIX. Fica numa falésia, nos limites da cidade de Zamboanga, e era anteriormente chamado "Ponta de Batalampon" Fica a norte de Labuan, a cerca de 35 km do centro da cidade de Zamboanga.